# Altova
Altova est un éditeur de logiciel américain, produisant des logiciels dans l'édition de fichiers XML, de gestion de bases de données, de modélisation UML et de gestion de données. Fondée en 1992, la compagnie est basée à Beverly dans le Massachusetts, aux États-Unis et à Vienne, en Autriche.

## Histoire
La société est créée en 1992 par Alexander Falk.

## Société
La société est basée à Beverly dans le Massachusetts pour sa partie américaine et à Vienne, en Autriche pour sa partie européenne.
En 2010, la société employait 96 personnes.
La société revendique, début 2014, plus de 4,6 millions d'utilisateurs de ses logiciels.

## Logiciels édités
Parmi les logiciels édités par Altova :
- XMLSpy : éditeur de fichiers XML en création, édition, et transformation
- MapForce : logiciel d'édition graphique de données
- StyleVision : conception, publication et création de rapports en environnement graphique de fichiers XSLT
- UModel : logiciel de modélisation UML
- DatabaseSpy : conception, gestion et requétage multi base de données
- MetaTeam : gestion de projet collaboratif et gestion d'équipe en service Cloud
- DiffDog :
- SchemaAgent : logiciel graphique de gestion de bases de données, de fichiers XSLT, WSDL et de schémas XML
- Authentic : logiciel  WYSIWYG e contenu de base de données et de fichiers XML
- MissionKit : suite intégrée d'outils pour les fichiers XML, SQL et UML[4].
- FlowForce Server : logiciel d'automatisation de gestion de logiciels sur serveurs